# Daniel von Kunheim
Daniel von Kunheim  (* um 1430 in Lothringen; † 1507 in Mühlhausen bei Preußisch Eylau, Herzogtum Preußen) war ein Söldnerführer und späterer Ordens-Landrichter in Preußen.

## Leben
Volkmar Daniel von Kunheim wurde bei Metz in Lothringen geboren, wo sein Urgroßvater Hugo von Kunheim  bereits 1309 ansässig war. Seine Eltern waren die Eheleute Volkmar von Kunheim und Barbara von Zessingen, sein Großvater väterlicherseits war Kilian von Kunheim. Während des Dreizehnjährigen Kriegs (1454–1466) kam er als Söldnerführer nach Preußen, um auf der Seite des  Deutschen Ordens gegen das Königreich Polen zu kämpfen. Als Abfindung für bei der Verteidigung der Veste Marienburg erworbener Verdienste erhielt er 1468 vom Hochmeister Ludwig von Erlichshausen das Dorf Mühlhausen bei Preußisch Eylau mit 84 Hufen und Schultitten mit acht Hufen,  einschließlich des Patronats über  die Dorfkirche Mühlhausen. Unter dem Hofmeister Johann von Tiefen   wurde er Landrichter im Gebiet Brandenburg und erhielt das Fischrecht für das Frische Haff sowie eine Reihe anderer wichtiger Privilegien. Bald darauf setzte ihn der Hochmeister Friedrich von Sachsen als Landrichter über das Bartensteinsche Gebiet ein und belehnte ihn zugleich mit dem Gut Knauten.
Daniel von Kunheim  genoss als geschickter Unterhändler hohes Ansehen und nahm als Vertreter des Ordens häufig an den ständischen Tagungen teil, unter anderem 1474 an den Verhandlungen mit den westpreußischen Ständen wegen des ermländischen Bischofsstreits sowie  1476 und 1478  als Wortführer an den Verhandlungen mit den Westpreußen in Elbing. Wegen besonderer Verdienste wurde er 1474 auf Lebenszeit von allen Leistungen und Abgaben befreit, die bisher mit seinen  Mühlhausener Gütern  verbunden gewesen waren. 1478 begleitete er den Hochmeister Martin Truchsess von Wetzhausen   zur Huldigung nach Petrikau bei Lodz in Polen und 1489 auch den Hochmeister Johann von Tiefen nach Radom. Unter dem Hochmeister Friedrich von Sachsen fungierte er bis ins hohe Alter als Landrat auf den Städtetagen. 1492 unternahm er eine Reise nach Rom und erwirkte vom Papst eine hundert Jahre lang gültige Erlaubnis, in der Mühlhausener Dorfkirche Ablassbriefe verkaufen zu dürfen, um Renovierungsarbeiten an dem Kirchenbau finanzieren zu können. Danach war die Dorfkirche Mühlhausen bis zur Reformation  ein Wallfahrtsort.  
Daniel von Kunheim ist der Ahnherr des ostpreußischen Zweigs der Familie Kuenheim, deren Stammsitz bis in die Neuzeit Mühlhausen blieb.